# بيل دونز
بيل دونز (بالإنجليزية: Bill Downs)‏ هو صحفي أمريكي، ولد في 17 أغسطس 1914 في كانساس سيتي في الولايات المتحدة، وتوفي في 3 مايو 1978 في بيثيسدا في الولايات المتحدة بسبب سرطان الحنجرة.

## وصلات خارجية
- بيل دونز على موقع IMDb (الإنجليزية)